# Marlen Haushofer
Pour les articles homonymes, voir Haushofer.
Marlen Haushofer (née Marie Helene Frauendorfer à Molln le 11 avril 1920 et morte à Vienne le 21 mars 1970) est une écrivaine autrichienne. Son œuvre la plus connue, Le Mur invisible, est considérée comme un roman de science-fiction féministe.

## Biographie
Marlen Haushofer passe son enfance dans la maison forestière Effertsbach. Elle est la fille de Heinrich Frauendorfer, garde forestier, et de Maria Leitner, femme de chambre. À partir de 1930, elle fréquente le pensionnat des Ursulines à Linz et, durant l’année scolaire 1938/1939, elle va, comme ses camarades, au lycée des sœurs de la Sainte-Croix. Cet établissement confessionnel est soumis au décret de l’administration nationale-socialiste qui en fait une école publique. Dans cet établissement, Marlen Haushofer obtient le 18 mars 1939 sa Maturité. Après une courte période de service du travail obligatoire, elle étudie, à partir de 1940, la philologie allemande à Vienne et ensuite (à partir de 1943) à Graz. Elle épouse en 1941 Manfred Haushofer alors qu’elle est enceinte de Christian, conçu avec un autre homme. Ils s’installent à Steyr. Le couple se sépare en 1950 et se reforme en 1957. De cette union naît un fils, Manfred.
Mère de deux enfants et assistante au cabinet dentaire de son mari, elle mène, parallèlement, une activité littéraire.
Le 21 mars 1970, Marlen Haushofer succombe à un cancer des os, à Vienne, à l’âge de 49 ans.

## Carrière littéraire
À partir de 1946, Marlen Haushofer publie des contes dans des journaux. En 1952, elle obtient un premier succès avec la nouvelle La cinquième année, Das fünfte Jahr, qui décrit sobrement une année, ce qui correspond au titre de la nouvelle, dans la vie d’un enfant nommé Marili. Le roman, Le Mur invisible, un roman de science-fiction féministe publié en 1963, est certainement l’œuvre la plus importante de Marlen Haushofer. 
Les mouvements féministes et la recherche sur la littérature féminine ont permis progressivement de faire connaître le rôle particulier de la femme dans la société masculine, thème constant chez Marlen Haushofer et ont favorisé, de ce fait, la diffusion de son œuvre.

## Prix et distinctions
- 1953 Prix national d’Encouragement des Lettres pour La cinquième année
- 1956 Prix de la Fondation Theodor Körner pour le recueil La Fontaine au myosotis
- 1963 Prix Arthur Schnitzler pour Le Mur invisible
- 1965 Prix du livre pour enfants de la ville de Vienne
- 1967 Prix du livre pour enfants de la ville de Vienne
- 1968 Grand Prix national de littérature autrichienne pour le recueil de nouvelle Une terrible fidélité
- 1968 (international) « Honor List »[5], de l' IBBY, pour Müssen Tiere draußen bleiben?

Tous les deux ans, est décerné le Prix de littérature Marlen Haushofer à Steyr.

## Œuvres

### Romans
- Eine Handvoll Leben. Zsolnay, Wien 1955  (ISBN 3423132752) Une poignée de vies, traduit par Jacqueline Chambon, Arles, Actes Sud, 2020  (ISBN 978-2-330-13034-3)
- Die Tapetentür. Zsolnay, Wien 1957 ; Deutscher Taschenbuch-Verlag, München 1991  (ISBN 3423113618) La Porte dérobée, traduit par Jacqueline Chambon et Liselotte Bodo, Arles, Actes Sud, coll. « Lettres allemandes », 1988  (ISBN 2-86869-258-3)
- Wir töten Stella. Erzählung. Wien 1958 Nous avons tué Stella, traduit par Yasmin Hoffmann et Maryvonne Litaize, Arles, Actes Sud, 1986  (ISBN 2-86869-093-9) ; réédition, Arles, Actes Sud, coll. « Babel » no 150, 1995  (ISBN 2-7427-0507-4)
- Die Wand. Mohn, Gütersloh und Wien 1963 ; Claassen, Düsseldorf 1968 ; Klett, Stuttgart 1986 ; Deutscher Taschenbuch-Verlag, München 1991  (ISBN 3123519600) Le Mur invisible, traduit par Liselotte Bodo et Jacqueline Chambon, Arles, Actes Sud, 1985  (ISBN 2-86869-050-5) ; réédition, Arles, Actes Sud, coll. « Babel » no 44, 1992  (ISBN 978-2-8686-9832-2) ; réédition, Arles, Actes Sud, coll. « Les inépuisables », 2014  (ISBN 978-2-330-03102-2)
- Himmel, der nirgendwo endet. Mohn, Gütersloh 1966 ; Claassen, Düsseldorf 1969 ; Fischer, Frankfurt am Main 1986 Sous un ciel infini, traduit par Miguel Couffon, Arles, Actes Sud, coll. « Lettres allemandes », 1989  (ISBN 2-86869-417-9)
- Die Mansarde. Claassen, Düsseldorf 1969 ; Fischer, Frankfurt am Main 1990 ; Deutscher Taschenbuch-Verlag, München 1999,  (ISBN 3423125985) Dans la mansarde, traduit par Miguel Couffon, Arles, Actes Sud, 1987  (ISBN 2-86869-180-3) ; réédition, Arles, Actes Sud, coll. « Babel » no 1635, 2019  (ISBN 978-2-330-12502-8)

### Recueils de nouvelles
- Schreckliche Treue. Erzählungen. Claassen, Düsseldorf 1968, Deutscher Taschenbuch-Verlag, München 1990 La Cinquième Année, traduit par Miguel Couffon, Arles, Actes Sud, coll. « Lettres allemandes », 1992  (ISBN 2-86869-783-6)
- Begegnung mit dem Fremden. Gesammelte Erzählungen I. Claassen, Düsseldorf 1985 ; Claassen, Hildesheim 1985 ; Deutscher Taschenbuch-Verlag, München 1990  (ISBN 3546441893) La Nuit, traduit par Miguel Couffon, Arles, Actes Sud, coll. « Lettres allemandes », 1994  (ISBN 2-7427-0114-1)

### Nouvelle
- Das fünfte Jahr. Nouvelle. Jungbrunnen, Wien 1952

### Ouvrages de littérature d'enfance et de jeunesse
- Brav sein ist schwer. (Pour enfants.) Jugend und Volk, Wien 1965 ; G und G, Wien 2003  (ISBN 3707401626)
- Müssen Tiere draußen bleiben?. (Jeunesse.) Jugend und Volk, Wien 1967 ; Deutscher Taschenbuch-Verlag, München 1993
- Wohin mit dem Dackel? (Jeunesse.) Zsolnay, Wien 1968 ; G und G, Wien 2004  (ISBN 3707401634)
- Schlimm sein ist auch kein Vergnügen. (Pour enfants.) Jugend und Volk, Wien 1970 ; G und G, Wien 2003  (ISBN 3707401626)

### Autres publications
- Die Vergißmeinnichtquelle. Erzählungen. Bergland, Wien 1956
- Bartls Abenteuer. Forum, Wien 1964 ; Claassen, Düsseldorf 1988, Deutscher Taschenbuch-Verlag, München 1990 ; Ullstein, München 2002  (ISBN 3548601561)
- Lebenslänglich. Erzählungen. Stiasny, Graz 1966
- Die Frau mit den interessanten Träumen. Erzählungen. Deutscher Taschenbuch-Verlag, München 1990
- Marlen Haushofer: Die Überlebenden. Textes inédits de la succession. Aufsätze zum Werk. ; hg. v. Christine Schmidjell, Linz (Landesverlag) 1991
- Die Sache mit der Kuh Cette histoire avec la vache, Paris, Éditions Être, coll. « L'étrangeté », 2008  (ISBN 978-2-84407-068-5)

### Émissions radiophoniques
- Das Kreuzworträtsel. Rot-Weiß-Rot, 12 mars 1953
- Die Überlebenden. Radio Bremen, 20 juin 1958
- Ein Mitternachtsspiel. WDR, 27 décembre 1984
- Der Wassermann. WDR/ ORF, 16-O5-1999